# Cnemaspis
Die Gattung Cnemaspis gehört zur Familie der Geckos (Gekkonidae). Die kleinen, tagaktiven Geckos sind in den Tropen und Subtropen Afrikas und Asiens verbreitet.

## Merkmale
Geckos der Gattung Cnemaspis sind relativ klein und schlank. Sie haben lange, dünne Zehen und Finger, die mit Krallen versehen sind. Die körperfernen Finger- bzw. Zehenknochen sind seitlich zusammengedrückt und bilden einen Winkel mit der Finger- bzw. Zehenknochenbasis, die aus runden Knochen besteht.
Die Augen sind nach vorne und etwas nach oben orientiert, ihre Pupillen sind rund, was für tagaktive Geckos charakteristisch ist. Die Augenlider umfassen das gesamte Auge. Der Schwanz ist im Querschnitt rund. Die Männchen können Präanal- oder Femoralporen besitzen, diese können aber je nach Art auch fehlen.

## Verbreitung
Die mehr als 100 beschriebenen Arten sind in den wärmeren Klimazonen der Alten Welt beheimatet, namentlich im tropischen Afrika sowie in Süd- und Südostasien. Die Gattung zerfällt in sechs genetisch und geographisch voneinander getrennte Kladen. Die südasiatische Klade umfasst Indien und Sri Lanka sowie die zu Indonesien gehörenden Mentawai-Inseln südwestlich von Sumatra. In diesem Gebiet überschneidet sich die südasiatische mit den südostasiatischen Kladen. Die genaue Abgrenzung ist noch nicht geklärt. Viele Arten wurden erst in den vergangenen Jahren in den Karstgebieten der Malaiischen Halbinsel entdeckt.

## Taxonomie und Systematik
Zur Zeit der Erstbeschreibung der Gattung durch Alexander Strauch im Jahr 1889 waren viele heute zu Cnemaspis gezählte Arten wegen der morphologischen Merkmale ihrer Finger und Zehen in die Gattung Gonatodes gestellt worden. Erst 1933 wurden die neuweltlichen Arten aus Süd- und Mittelamerika von denen der Alten Welt getrennt und verblieben in der Gattung Gonatodes, die heute zur Familie der Kugelfingergeckos (Spaerodactylidae) gehört. Die Gonatodes-Arten aus der Alten Welt wurden von Malcolm Arthur Smith in die Gattung Cnemaspis gestellt und verblieben bei den Gekkonidae. Es zeigte sich, dass die Form der Extremitäten wegen der Anpassung an verschiedene Lebensräume und ökologische Nischen kein verlässliches Merkmal für verwandtschaftliche Verhältnisse sein kann, sondern am ehesten einer konvergenten Evolution unterliegt. Ähnliche Lebensweisen führen zu ähnlichen Gliedmaßen, was sich bei den Geckos in der mehrfachen, parallelen Entwicklung von Haftorganen oder Krallen widerspiegelt.
Ausschlaggebend für Alexander Strauch waren bei seiner Erstbeschreibung der Gattung die großen flachen Schilde an den Innenseiten der Unterschenkel der Typusart Cnemaspis boulengeri, die er zuvor nur bei Eidechsen gesehen hatte. Das ihm vorliegende Exemplar aus den Beständen des Zoologischen Museums der Kaiserlichen Akademie der Wissenschaften zu St. Petersburg stammte von der vietnamesischen Insel Côn Đảo.

## Ausgewählte Arten
Die 50 südostasiatischen Arten sind (Stand: 1. November 2014):
Ca-Mau-Klade: Diese Klade ist nach der südlichsten vietnamesischen Provinz Cà Mau benannt. Die Typusart der gesamten Gattung, Cnemaspis boulengerii, stammt von einer Insel vor der Küste dieser Provinz. Eine weitere Art ist auf den Inseln vor der Küste der Provinz Kiên Giang beheimatet.
- Cnemaspis boulengerii Strauch, 1887
- Cnemaspis psychedelica Grismer, Ngo & Grismer, 2010

Pattani-Klade: Die Provinz Pattani liegt im Süden Thailands. Hier, an der Grenze zu Malaysia, sind in einem relativ kleinen Gebiet die Arten dieser Klade beheimatet. Im Norden und im Süden wird es durch das Verbreitungsgebiet der Nord-Sunda-Klade begrenzt.
- Cnemaspis monachorum Grismer, Ahmad, Chan, Belabut, Muin, Wood & Grismer, 2009
- Cnemaspis biocellata Grismer, Chan, Nurolhuda & Sumontha, 2008
- Cnemaspis niyomwanae Grismer, Sumontha, Cota, Grismer, Wood, Pauwels & Kunya, 2010
- Cnemaspis kumpoli Taylor, 1963

Nord-Sunda-Klade
- Cnemaspis chanthaburiensis Bauer & Das, 1998
- Cnemaspis neangthyi  Grismer, Grismer & Thou, 2010
- Cnemaspis aurantiacopes Grismer & Ngo, 2007
- Cnemaspis caudanivea  Grismer & Ngo, 2007
- Cnemaspis nuicamensis  Grismer & Ngo, 2007
- Cnemaspis tucdupensis  Grismer & Ngo, 2007
- Cnemaspis siamensis  (Smith, 1925)
- Cnemaspis huaseesom  Grismer, Sumontha, Cota, Grismer, Wood, Pauwels & Kunya, 2010
- Cnemaspis chanardi  Grismer, Sumontha, Cota, Grismer, Wood, Pauwels & Kunya, 2010
- Cnemaspis omari L. Grismer, Wood, Anuar, Riyanto, Ahmad, Muin, Sumontha, J. Grismer, Onn, Quah & Pauwels, 2014
- Cnemaspis roticanai  Grismer & Chan, 2010
- Cnemaspis flavigaster  Chan & Grismer, 2008
- Cnemaspis argus  Dring, 1979
- Cnemaspis karsticola  Grismer, Grismer, Wood & Chan, 2008
- Cnemaspis perhentianensis Grismer & Chan, 2008
- Cnemaspis affinis  (Stoliczka, 1870)
- Cnemaspis harimau  Chan, Grismer, Shahrul, Quah, Muin, Savage, Grismer, Norhayati, Remegio & Greer, 2010
- Cnemaspis pseudomcguirei Grismer, Ahmad, Chan, Belabut, Muin, Wood & Grismer, 2009
- Cnemaspis shahruli Grismer, Chan, Quah, Mohd, Savage, Grismer, Norhayati, Greer & Remegio, 2010
- Cnemaspis mcguirei Grismer, Grismer, Wood & Chan, 2008
- Cnemaspis grismeri Wood, Quah, Anuar & Muin, 2013
- Cnemaspis flavolineata (Nicholls, 1949)
- Cnemaspis temiah L. Grismer, Wood, Anuar, Riyanto, Ahmad, Muin, Sumontha, J. Grismer, Onn, Quah & Pauwels, 2014
- Cnemaspis narathiwatensis Grismer, Sumontha, Cota, Grismer, Wood, Pauwels & Kunya, 2010
- Cnemaspis hangus L. Grismer, Wood, Anuar, Riyanto, Ahmad, Muin, Sumontha, J. Grismer, Onn, Quah & Pauwels, 2014
- Cnemaspis selamatkanmerapoh Grismer, Wood, Mohamed, Chan, Heinz, Sumarli, Chan & Loredo, 2013
- Cnemaspis bayuensis Grismer, Grismer, Wood & Chan, 2008
- Cnemaspis stongensis L. Grismer, Wood, Anuar, Riyanto, Ahmad, Muin, Sumontha, J. Grismer, Onn, Quah & Pauwels, 2014

Süd-Sunda-Klade: Das Verbreitungsgebiet der Süd-Sunda-Klade reicht vom südlichen Malaysia über die Inseln im Südchinesischen Meer bis auf die Insel Borneo. Hier leben mehrere Artengruppen.
- Cnemaspis limi Das & Grismer, 2003
- Cnemaspis nigridia (Smith, 1925)
- Cnemaspis paripari Grismer & Chan, 2009
- Cnemaspis sundainsula L. Grismer, Wood, Anuar, Riyanto, Ahmad, Muin, Sumontha, J. Grismer, Onn, Quah & Pauwels, 2014
- Cnemaspis kendallii (Gray, 1845)
- Cnemaspis pemanggilensis Grismer & Das, 2006
- Cnemaspis baueri Das & Grismer, 2003
- Cnemaspis mumpuniae L. Grismer, Wood, Anuar, Riyanto, Ahmad, Muin, Sumontha, J. Grismer, Onn, Quah & Pauwels, 2014
- Cnemaspis peninsularis L. Grismer, Wood, Anuar, Riyanto, Ahmad, Muin, Sumontha, J. Grismer, Onn, Quah & Pauwels, 2014
- Cnemaspis bidongensis Grismer, Wood, Amirrudin, Sumarli, Vazquez, Ismail, Nance, Muhammad, Mohamad, Syed, Kuss, Murdoch & Cobos 2014

Incertae Sedis
- Cnemaspis laoensis Grismer, 2010
- Cnemaspis punctatonuchalis Grismer, Sumontha, Cota, Grismer, Wood, Pauwels & Kunya, 2010
- Cnemaspis vandeventeri Grismer, Sumontha, Cota, Grismer, Wood, Pauwels & Kunya, 2010
- Cnemaspis kamolnorranathi Grismer, Sumontha, Cota, Grismer, Wood, Pauwels & Kunya, 2010
- Cnemaspis dringi Das & Bauer, 1998
- Cnemaspis sundagekko L. Grismer, Wood, Anuar, Riyanto, Ahmad, Muin, Sumontha, J. Grismer, Onn, Quah & Pauwels, 2014